# Зубовце (Врапчиште)
Зубовце (мкд. Зубовце) је насеље у Северној Македонији, у северозападном делу државе. Зубовце припада општини Врапчиште.

## Географија
Насеље Зубовце је смештено у северозападном делу Северне Македоније. Од најближег већег града, Гостивара 5 km северно.
Зубовце се налази у горњем делу историјске области Полог. Насеље је положено на западном ободу Полошког поља. Источно од насеља пружа се поље, а западно се издиже Шар-планина. Надморска висина насеља је приближно 600 метара.
Клима у Зубовцу је умерено континентална.

## Историја
Почетком 20. века Зубовце је био насељено православним Словенима. Тада је половина православних мештана била у оквиру Српске православне цркве. У месту је 1898. године било око 95 кућа. Српских домова је 1899. године било 75, а "егзархиста" - 19. Иако малобројнији бугарски егзархисти су имали у месту чак три свештеника. Они су 16 егзархијских (пробугарских) кућа поделили на три парохије. Али редослед коришћења православне цркве био је неприкосновен: три недеље би службу редом држали Срби, а четврту недељу Бугари.
Српска народна школа отворена је у месту 1891/1892. године. Тада је на рад у њој послат учитељ Павле Поповић. Учитеља су бугарски егзархисти пријавили властима, тако да је био убрзо ухапшен. Али скопски митрополит Методије се заузео за његово ослобађање и повраћај у зубовску школу. Касније је био учитељ писмено позван од стране муарифа скопљанског, па је пред њим положио испит и добио русат-наме. Проблем је био што школска зграда није постојала, па је настава извођена напољу. Грађевину од три зида коју је започео - подигао Сима Петровић звани "Арнаутин" око 1870. године, народ је користио као склониште од непогоде током сеоских сабора. Сима је у то време радио у Неготину, а тамошњи поп Сава Поповић га је убедио да то уради у свом родном месту. Тек када су учитељу Поповићу пришле угледне попродице браће Панићи и Максимовићи, кренуло се ка завршетку будуће школске зграде. Покренута је акција да се направи права школска зграда, своје прилоге дали су проф. Софроније Симић из Неготина - 18 наполеона, затим скопски митрополит Методије (4), те село Зубовце још 18 наполеона (златника) за исту сверху. Школско здање са две учионице и ходником изграђено је усред села, уз стару православну цркву Св. Николе, где је и гробље. Најближе куће су биле удаљене 50 корака. Око школе је био на општинском земљишту пространо двориште. Прве године рада у њу се уписало 75 ђака. Школски старатељ 1891-1894. године био је мештанин Андреја Грунић. Ускоро се учитељ Поповић запопио и постао православни свештеник у месту. Он је 1899. године био намесник у Гостивару. За учитељ је постављен Новица Бабовић, са супругом, такође учитељицом Живком. Они су провели ту две године. Од фебруара до лета 1897. године, након њиховог одласка, у школи је радио опет поп Сава. Од 1897/1898. године у школи ради учитељ Сима Бабарогић, кога подржавају мештани Милош Јовановић и Илија Димитријевић. Школа је од тада напредовала, број ученика се повећао на 100, а долазили су из четири села. Школски старатељ је опет постао вредни Грунић. Кум школске славе био је 1899. године Исак Поповић.
Бугарске новине су маја 1899. објавиле вест да су "две куће у Гостивару, 54 у Зубовцу - са месним егзархијским свештеницима Димитријем, Василијем и Методијем (горе поменутим) као и села Здуње, Дебреше, Врапчиште, Ново Село, Шумчевиште, Горјане, Сенокосе и Градец" писменим актом властима изјавиле да признају духовну власт (бугарске) Свете Егзархије. Срби из Зубовца, који су били у великој вечини су то демантовали. Али трзавице између припадника два народа неће ту стати.
У сеоској цркви и школи прослављан је празник Савиндан. Године 1900. чинодејствовао је поп Поповић, а школски домаћин "у тешком времену" био газда Радомир Исаковић. Учитељ у месној школи Јосиф Брадић је изговорио светосавску беседу. У то време заоштравају се односи у селу, "копља се ломе" око школе. Приликом покушаја преотимања школе од стране нападача месних Бугара међу којима су биле колеге, оба бугарска учитеља, учитељ Брадић је теже рањен. Кад је зачуо буку у школи, дотрчао је са супругом учитељицом и затекао оба бугарска попа са учитељима и неколико ђака, наоружаним ножевима и штаповима. Успео је он некако да истера из школе узурпаторе, који су поломили локот на вратима "своје" школе, али су му приликом гурања штаповима разбили главу. Када је напад пријавио у сеоском "ућумату" (општини), власт је реаговала хапшењем починилаца, а њега је прегледао војни лекар.

## Становништво
Зубовце је према последњем попису из 2002. године имало 762 становника.
Становништво у насељу је етнички мешовито. У већини су етнички Македонци (63%), а у мањини су Албанци (29%) и Турци (8%).
Већинска вероисповест је православље, а мањинска је ислам.